# Jacek Zyśk
Jacek Zyśk (ur. 13 czerwca 1979 w Olsztynie) – polski piłkarz ręczny, grający na pozycji rozgrywającego. Piłkarz reprezentujący barwy OKPR Warmia Traveland Olsztyn. Obecnie działacz sportowy OKPR Warmia Traveland Olsztyn.
Wychowanek Kolejowego Klubu Sportowego Warmia Olsztyn, z którego w 1998 roku powstała drużyna Travelandu. W klubie tym spędził całą swoją dotychczasową karierę sportową.